# Gerald Phiri Jr.
Gerald Keith Phiri Junior (Blantyre, 8 giugno 1993) è un ex calciatore malawiano, di ruolo centrocampista.

## Carriera

### Club
Dopo aver giocato agli esordi nel campionato malawiano (Mighty Wanderers) e in quello zimbabwese (CAPS United), tra il 2015 e il 2021 gioca in Sudafrica con le maglie di Bidvest  Wits, Platinum Stars, Ajax Cape Town e Baroka, ad eccezione di una breve parentesi in Botswana al Township Rollers.
Nel 2021, firma per la formazione sudanese dell'Al-Hilal Omdurman.

### Nazionale
Esordisce in nazionale maggiore nel 2015. Nello stesso anno viene convocato per la Coppa COSAFA.
Nel 2021, il CT Mario Marinică lo include nella lista dei ventotto convocati per la Coppa d'Africa 2021.

## Palmarès

### Club

#### Competizioni nazionali
- Coppa di Lega sudafricana: 1

Bidvest Wits: 2017